# 荒木善太夫
荒木 善太夫（あらき ぜんだゆう、生没年不詳）とは、16世紀後半に城ヶ鼻城（現南砺市城端町）を拠点とした武士。
砂子坂道場に始まる善徳寺を、現在の城端に勧進した逸話で知られる。荒木大膳、荒木六兵衛とも。様々な史料で言及されるが、活躍年代は永禄年間から天正年間と幅広い。実際には、2～3代に渡って代々の荒木家当主が「荒木善太夫」を名乗ったものと推定される。

## 概要

### 出自

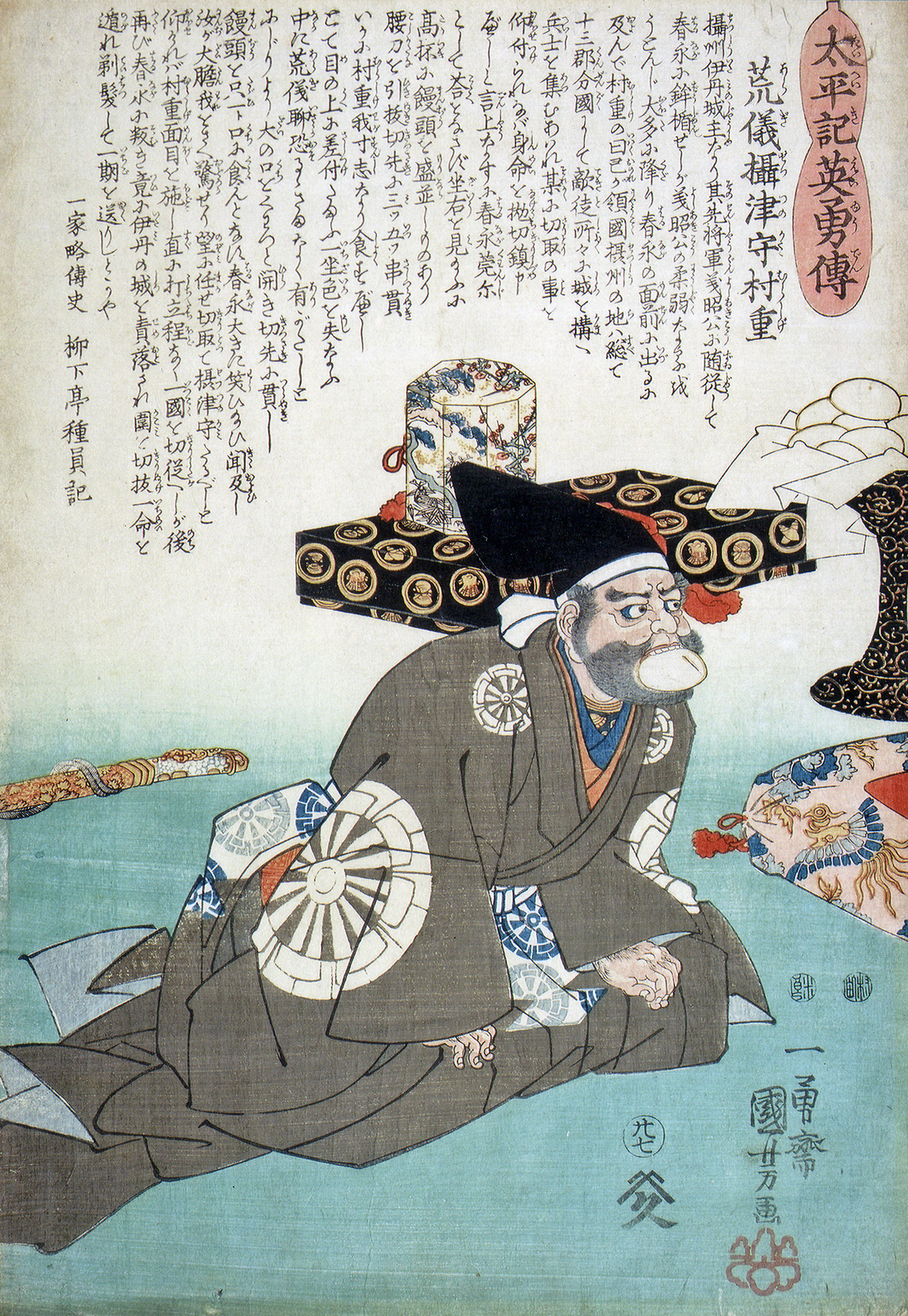
「太平記英雄伝 廿七 荒儀摂津守村重」

荒木善太夫が拠点とする城端は当時の史料で「城ヶ鼻」と表記され、集落としての起源は明確でない。ただし、『加越能寺社由来』に「文亀元年（1501年）に了信という坊主が町中より寄進を受けて城ヶ端惣道場を建立した」との記録があり、少なくとも15世紀末には集落が形成されていたようである。
荒木善太夫の出自について、加賀藩の著名な歴史家である富田景周は著書の『故墟考』で二つの説を伝えている。一つは「荒木善太夫は荒木村重の子で、天正5年（1577年）に前田利家に仕えて千石を与えられたが、天正18年（1590年）に八王子の戦いで戦死した」とするもの。しかし、荒木村重は天正6年（1578年）に叛乱を起こした後西国に落ち延びており、天正5年からその息子が利家に仕えたというのは史実と見なしがたい。
もう一つの説では「長享2年（1488年）に加賀田井堡主の松田次郎左衛門が洲崎兵庫に殺されたため、舎人の三右衛門がその妻を引き連れて越中荒木に逃れた。次郎左衛門の子六兵衛が利家に仕え天正17年（1589年）に城端で千石を与えられた」とするが、この説についても松田次郎左衛門の殺害（1488年）とその息子六兵衛の仕官（1589年）が100年近くも離れているという点で疑わしい。
ただし、洲崎兵庫は加賀一向一揆の主導者として荘園の押領を行ったことで知られており、土地の押領を巡る争いで松田次郎左衛門が殺されたという所伝は蓋然性が高い。洲崎兵庫（慶覚）の子である孫四郎も「洲崎兵庫」を名乗っており、松田次郎左衛門の殺害は享禄の錯乱（1531年）時に孫四郎によって行われたのではないか、とする説もある。

### 城端城主時代

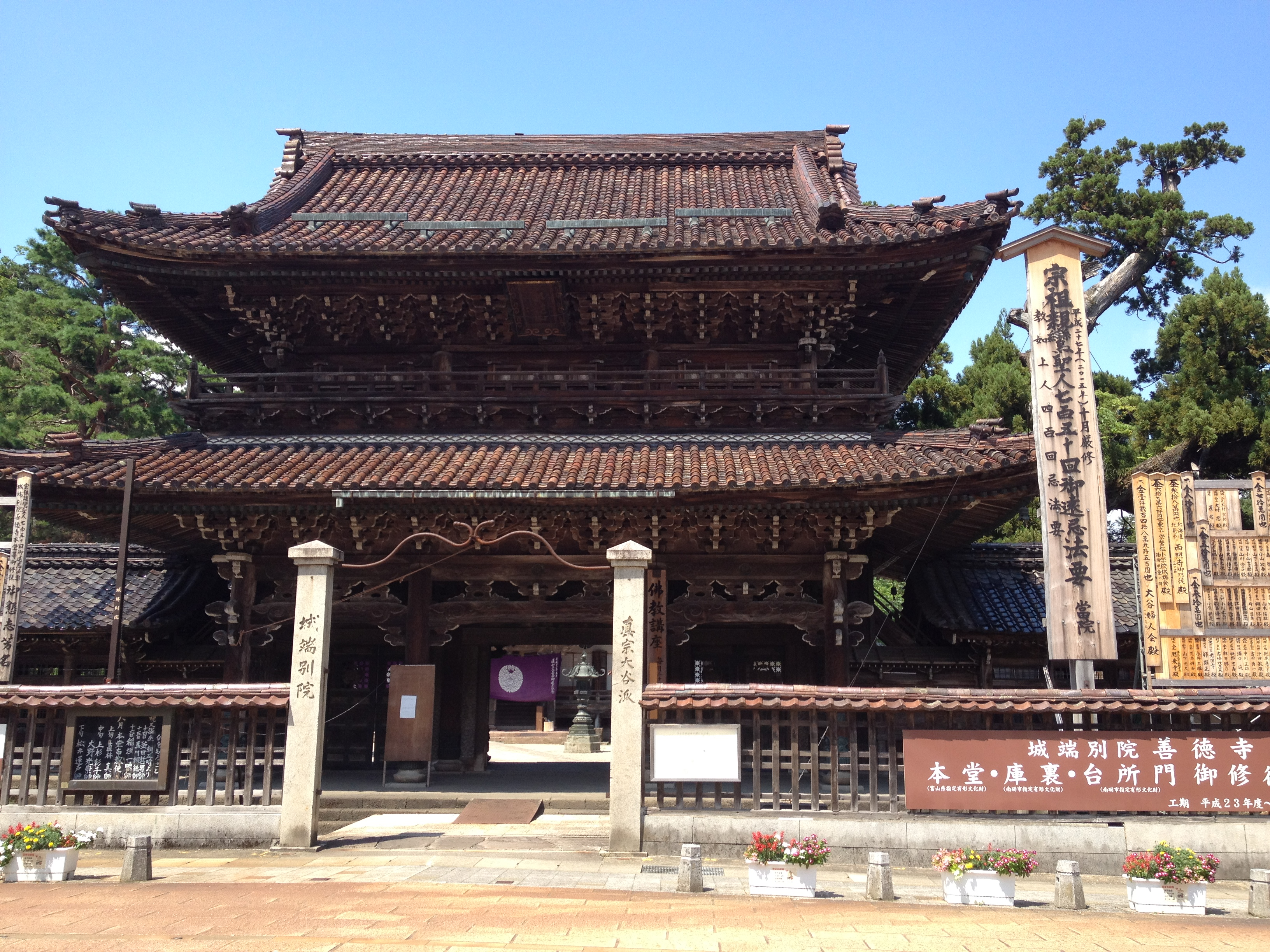
現在の城端別院善徳寺

いずれにせよ、16世紀頃に荒木村に居住した六兵衛（万十郎）は荒木善太夫を称し、恐らくは瑞泉寺の与力であったことから招聘され城端城主となったと推定される。前述の城ヶ端道場が設立されてすぐ、北陸全域を巻き込んだ「永正3年一揆」が勃発し、この結果永正4年（1507年）から元亀2年（1571年）にかけて加賀-越前の国境が封鎖されてしまっていた。この結果、加賀・越中の真宗門徒が畿内の石山本願寺を詣でるには、五箇山-飛騨白川を通るルートを使わなければならなくなった。そのため、砺波平野と五箇山を繋ぐ城端の重要度が増し、城端城が築城され荒木善太夫が配されたものとみられる。
荒木善太夫が城端城主となった16世紀頃、荒木善太夫の働きかけによって善徳寺が城端に移ったとされるが、その時期については諸説あって定かではない。まず、文化7年（1810年）成立の『城端善徳寺由緒略書』では「永禄2年、城ヶ端城主荒木大膳の願いにより福光から城ヶ端へ移った」と記され、これに基づく永禄2年城端移転が通説とされている。
一方、幕末に編纂された『善徳寺由来』には「善徳寺が福光に移って15年後、『国主』荒木善太夫の招請を受けて善徳寺は城端に移った。移転は天正元年（1573年）のことで、移転に当たって荒木善太夫は城門を寄付した」旨の記載がある。この城門は享和元年（1801年）に万福寺（現砺波市苗加）に譲られたが、昭和29年（1954年）の台風で倒壊した。門の修復の際に板金具裏の書付が発見され、そこには「城主　荒木六兵衛　追手門」から始まり、「越中国砺波郡　城ヶ端善徳寺　貞享五天盆十日　打出し　城主荒木六兵衛」で終わる文書が記載されていた。これにより、天正元年城端移転の真偽は別として、城主荒木六兵衛による城門寄付が事実であったことが分かる。

### 城端への定着

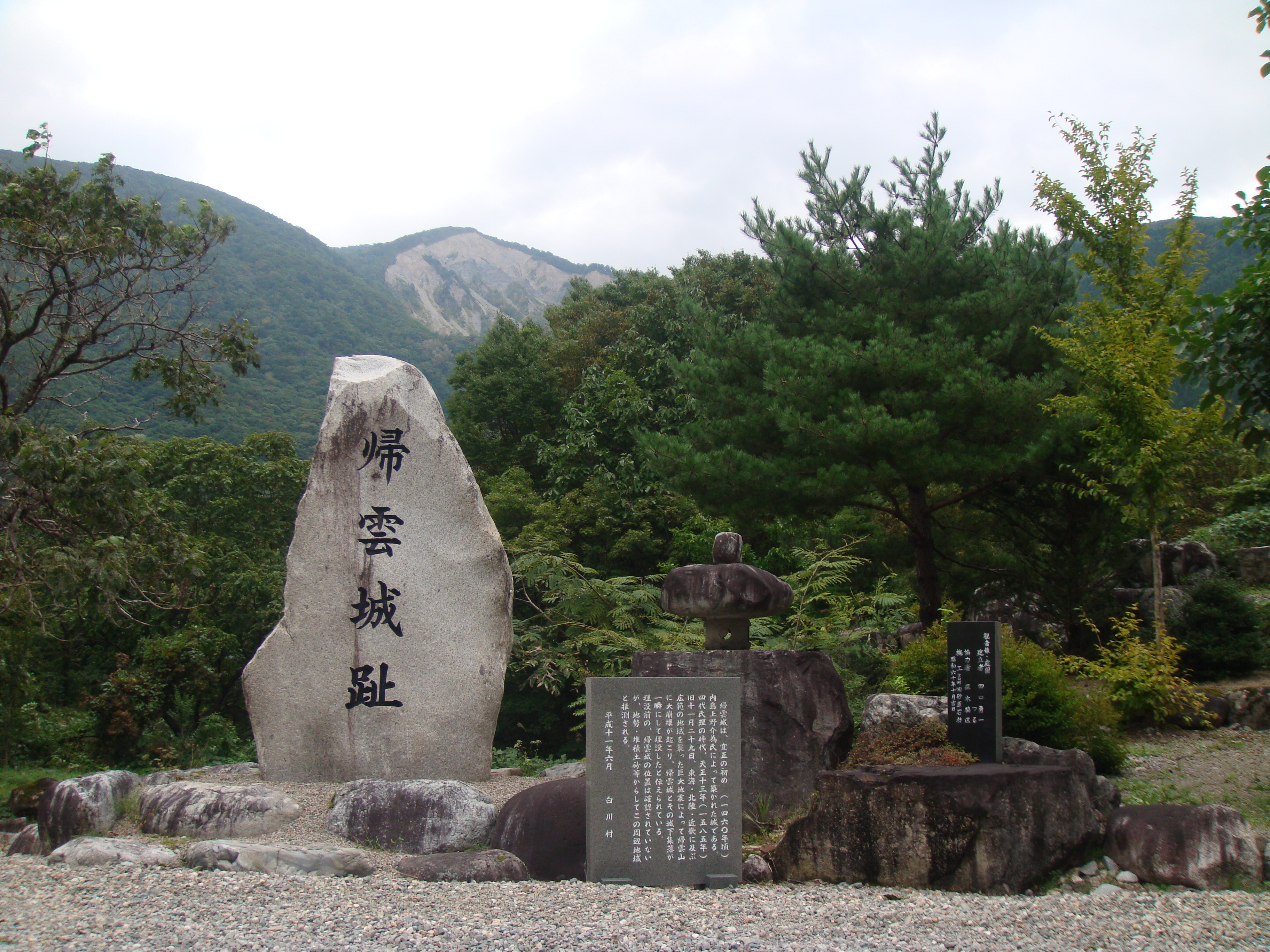
飛騨内ヶ島氏が居城とした帰雲城趾の碑

文化3年（1806年）に編纂された荒木文平家の由来書（『荒木由来書』）にも、荒木善太夫について言及されている。『荒木由来書』によると、荒木善太夫（初代六兵衛の息子か）は守山城の戦いで深手を負って亡くなり、遊部村新助の妹であった妻と、善蔵と又吉という2人の息子が残された。新助は天文6年に城端下紺屋村（現川原町）に移住して甥たちを養育し、成長した善蔵は15歳の時に前田利家に仕えて800石を与えられ、金沢に引っ越して荒木善太夫の跡目を継いだ。一方、又吉は庄右エ門と名を改めて城端に残り、子孫は紺屋商売を家業として代々組合頭を務めたとされる。
これを裏付ける記述が元禄6年（1693年）編纂の『組中人々手前品々覚書帳』にある。本史料では「東下町紺屋市右衛門」の先祖庄右衛門が61年前（=寛永9年）に遊部村から移住したと記しており、この人物はまさに『荒木由来書』の記す又吉＝庄右エ門と同一人物である。以上の記録により、2代目荒木善太夫は戦傷で早くに亡くなったが、残された2子の内長子が善太夫の名を継いで加賀藩士となり、次男が城端に残って町人になったことが分かる。
なお、又吉＝庄右エ門が城端に来たのは寛永9年（1632年）とされることから、庄右エ門は父荒木善太夫の死後に一度城端を離れ、その後再び城端に戻ったようである。一方、「白川萩町城主山下家の系図」によると、山下氏時の母方の祖父は「越中国城ヶ鼻城主の建部美作守直高」で、越後長尾家との戦いで活躍したとされる。よって、2代目荒木善太夫の死後、城端城主職はこの頃越中に進出していた飛騨内ヶ島氏家臣建部直高が継承していたようである。

### 前田家への仕官

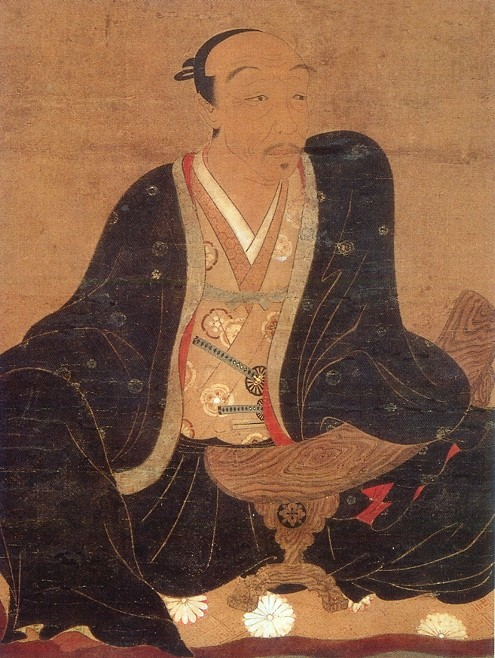
紙本著色 前田利家像

天正年間に入った頃には畿内における織田信長の勢力が盤石なものとなり、越中の諸勢力も織田家の動向を注視せざるを得なくなった。善徳寺の周辺では、天正3年の織田家の越前侵攻にあわせ、飛騨内ヶ島氏が織田家に内附したとの記録がある。ほぼ同時期、当代の荒木善太夫も内ケ島家に倣って織田家に仕える決断をしたようで、「越前府中侍帳」に荒木善太夫が天正3年8月時点で前田利家の家臣であったとの記録がある。この人物こそ、前述の「守山城の戦いで負傷死した荒木前太夫の長子で、善太夫の名を継いだ善蔵」であるとみられる。
もっとも、この時点で越中国は未だ一向一揆の支配が健在で織田家と敵対していたため、恐らく荒木善太夫は織田家の仕官後に城端を離れて各地を転戦したようである。前述した『故墟考』で「天正18年（1590年）に八王子の戦いで戦死した」とされる荒木善太夫は、この前田利家に仕え各地を転戦した人物と推定される。また『亜相公夜話』にも八王子攻めに前田利家の御馬廻として「荒木善太夫」が加わっており、この戦いで戦死したと記されている。
金沢市野田山の曹洞宗大乗寺の墓地には城端城主荒木氏に関する墓が存在し、墓石には「越中城端荒木城主　息女椿窓院貞寿大姉　九拾二歳卒。延宝元年癸丑三月廿五日　荒木六兵衛殿姉也」と記される。この墓石に記される「越中城端荒木城主」は、娘の椿窓院貞寿の生没年（天正9年/1590年-延宝元年/1673年）からして、「前田利家に仕え八王子で戦死した荒木善太夫」であると推定される。そして、椿窓院貞寿の弟は父の地位を継いで「荒木六兵衛」を名のり、この荒木六兵衛から加賀藩に仕えた荒木家が生じることとなる。
元和2年・寛永4年・寛永19年・寛文元年の侍帳から、「荒木六兵衛」が江戸時代を通じて代々加賀藩に仕えていたことが確認される。